# Cuiabá flygplats
Cuiabá internationella flygplats – Marechal Rondon (portugisiska: Aeroporto Internacional de Cuiabá – Marechal Rondon) är en flygplats i Cuiabá i Mato Grosso i Brasilien.  Flygplatsen ligger 188 meter över havet.
Terrängen runt flygplatsen är platt. Runt flygplatsen är det glesbefolkat, med 13 invånare per kvadratkilometer.
Omgivningarna runt flygplatsen är huvudsakligen savann.